# HD 88473
HD 88473，又名CP-68 1034，SAO 250844、HR 4002，是一颗恒星，视星等为5.81，位于銀經289.05，銀緯-10.29，其B1900.0坐标为赤經10h 7m 1.7s，赤緯-68° -10.29′ 29″。